# Czeczeńska Dywizja Konna
Czeczeńska Dywizja Konna (ros. Чеченская конная дивизия) – kawaleryjska jednostka wojskowa białych podczas wojny domowej w Rosji
Została sformowana na północnym Kaukazie rozkazem gen. Antona I. Denikina z 1 czerwca 1919 r. Składała się z Czeczeńców. Dowództwo objął gen. mjr Aleksandr P. Rewiszin, zaś szefem sztabu został kpt. Aleksandr I. Wietliszczew. W skład Dywizji wchodziły:
- 1 Czeczeński Pułk Konny,
- 2 Czeczeński Pułk Konny,
- 3 Czeczeński Pułk Konny,
- 4 Czeczeński Pułk Konny,
- Kumykski Pułk Konny.

Jesienią 1919 r. została utworzona bateria artylerii konnej.
Po sformowaniu Dywizja natychmiast została skierowana na front, przybywając pod Astrachań. W tym czasie trwało jeszcze formowanie 4 Czeczeńskiego Pułku Konnego. W II poł. lipca 1919 r. przerzucono ją w rejon Stawropola, w celu uzupełnienia nowymi rekrutami. Od 28 września do 20 grudnia tego roku prowadziła ciężkie walki z oddziałami Nestora I. Machny. Od pocz. stycznia 1920 r. uczestniczyła w obronie Krymu. Od 25 lutego tego roku dowodził nią płk Nikołaj A. Popow. Dywizja została rozformowana na pocz. marca. Na jej bazie powstała samodzielna Krymska Brygada Konna.